# Калінова (Великопольське воєводство)
Калінова (пол. Kalinowa) — село в Польщі, у гміні Турек Турецького повіту Великопольського воєводства.
Населення — 362 особи (2011).
У 1975-1998 роках село належало до Конінського воєводства.

## Демографія
Демографічна структура станом на 31 березня 2011 року:
|          | Загалом | Допрацездатний вік | Працездатний вік | Постпрацездатний вік |
| -------- | ------- | ------------------ | ---------------- | -------------------- |
| Чоловіки | 194     | 60                 | 116              | 18                   |
| Жінки    | 168     | 36                 | 95               | 37                   |
| Разом    | 362     | 96                 | 211              | 55                   |